# Mary Larsson
Mary Elizabeth Larsson (född Hanudel), född den 10 februari 1960 är en amerikanskfödd ultradistanslöpare, mest känd för att ha vunnit det 246 kilometer långa Spartathlon fem gånger (1984, 1985, 1986, 1989 och 1998). Hon är gift med ultradistanslöparen Rune Larsson, och har två barn tillsammans med honom.

## Karriär
1984 blev Larsson (då med efternamnet Hanudel) den första amerikanska kvinnan att vinna Spartathlon, nästan fyra timmar snabbare än sina landskamrater Marcy Schwam och Lorna Michael. Hennes snabbaste segertid i loppet var från 1998 års upplaga, då hon vann på 28 timmar, 46 minuter och 58 sekunder.
1984 satte hon världsrekord i sexdagarslöpning 1984 med distansen 680 km, vilket senare samma år slogs av franska Edith Couhé.